# Electoratul Württemberg
Electoratul Württemberg a fost un stat al Sfântului Imperiu Roman situat pe partea dreaptă a râului Rin. În 1803,  Napoleon a rificat ducatul la rang de Electorat de Württemberg al Sfântului Imperiu Roman. La scurtă vreme, după ce el a abolit imperiul în 1806, Electoratul a fost ridicat la rang de Regatul Württemberg.

## Istorie
Karl Eugen, Duce de Württemberg, care a murit fără să lase moștenitori legitimi, a fost succedat de doi frați de-ai săi, prima dată Ludwig Eugen (d. 1795), care nu a avut copii, apoi de Friedrich al II-lea Eugen (d. 1797). Friedrich al II-lea Eugen a servit în armata lui Frederic cel Mare, cu care era rudă prin alianță. Și-a educat copiii în credința protestantă și toții membri familie regale Württemberg sunt descendenții săi. Când fiul său a devenit duce în 1797 ca Friedrich al III-lea, întreaga casă regală a trecut la protestantism.
În timpul scurtei domnii a lui Friedrich al II-lea Eugene, Republica Franceză a invadat Württemberg, l-a obligat pe duce să-și retragă trupele din armata imperială și să plătească despăgubiri. Deși el a domnit doar doi ani, Friedrich al II-lea Eugene a reușit să păstreze independența ducatul. Prin căsătoriile copiilor săi a făcut legături remarcabile în toată Europa, inclusiv cu familiile regale rusești, austriece și britanice.